# Prix Alice-Louis-Barthou
Le prix Alice-Louis-Barthou, de la fondation Barthou, est un ancien prix annuel de littérature, créé en en 1936 par l'Académie française et « destiné à une femme de lettres française ». En 1994, il a été regroupé avec les fondations et les prix Jules Favre, Marcelle Dumas-Millier et Anaïs Ségalas dans le prix Anna-de-Noailles.

## Historique
Le prix rend hommage à Alice Julie Catherine Mayeur, née le 1er mars 1873 à Paris et morte le 15 janvier 1930 dans la même ville, et son mari Louis Barthou (1862-1934), tué lors de l’assassinat du roi de Yougoslavie le 9 octobre 1934 à Marseille. Ils auront un fils unique, Max Emile (1896-1914), mort de ses blessures durant la Première Guerre mondiale à l'Hôpital de Thann le 14 décembre 1914. La fondation Barthou est liée à ces trois personnes pour lesquelles l'Académie française a créé les Prix Louis-Barthou, Alice-Louis-Barthou et Max-Barthou.

## Liste des lauréats
- 1938 : Marcelle Tinayre pour l'ensemble de son œuvre
- 1939 : Madeleine Saint-René Taillandier
- 1940 : Marie Noël
- 1941 : Léontine Zanta
- 1942 : Germaine Beaumont
- 1943 : Germaine Acremant
- 1944 : Louise Lefrançois-Pillion
- 1945 : Camille Mayran pour l'ensemble de son œuvre
- 1946 : Geneviève Duhamelet pour l'ensemble de son œuvre
- 1947 : Henriette Charasson
- 1948 : Isabelle Sandy
- 1949 : Élisabeth Barbier pour Le Jour ni l'heure
- 1950 : Jeanne Galzy pour l'ensemble de son œuvre
- 1951 : Judith Cladel pour l'ensemble de son œuvre
- 1952 : Camille Mayran
- 1953 : Marie Noël
- 1954 : Lucie Paul-Margueritte
- 1955 : 
  - Jérôme Tharaud pour l'ensemble de son œuvre
  - Renée Jérôme-Tharaud (1878-1963) pour Le Bois perdu
- 1956 : Simone André-Maurois alias Simone de Caillavet pour Miss Howard
- 1957 : Frances de Dalmatie pour l'ensemble de son œuvre poétique
- 1958 : Jeanine Delpech (Mme Fernand Delpech) pour Madame de Longueville
- 1959 : Geneviève Duhamelet pour l'ensemble de son œuvre
- 1960 : Mary Cressac pour l'ensemble de son œuvre
- 1961 : Myriam de G. (1897-1961) pour l'ensemble de son œuvre
- 1962 : Mme Dominique Auclères pour l'ensemble de son œuvre
- 1963 : Lucienne-Julien Cain (1892-1974) pour Berdiaev en Russie
- 1972 : Alice Boutroux pour Un soir sur l'étang mauve
- 1974 : Marie Chaix pour Les Lauriers du lac de Constance
- 1975 : Lise-Vincent Doucet (1910-1993) pour Le Mariage dans les civilisations anciennes
- 1976 : Marthe de Fels pour Quatre messieurs de France
- 1977 : 
  - Anny Duperey pour L'Admiroir
  - Myrielle Marc (1946-....) pour Petite Fille rouge avec un couteau
- 1978 : 
  - Anne Bragance pour Les Soleils rajeunis
  - Laurence Jyl pour Le Mari de maman
- 1979 : 
  - Simone Boisot pour La Maison des dames
  - Marianne Viviez (1945-....) pour La Fête des mères
- 1980 : Thérèse de Saint-Phalle pour Le Métronome
- 1981 : Laurence Jyl pour Le Nez à la fenêtre
- 1982 : 
  - Jeanne Champion pour La Passion selon Martial Montaurian
  - Laurence Cossé pour Les Chambres du sud
  - Suzy Morel pour Les Pas d’Orphée
  - Christiane Singer pour La Guerre des filles
- 1983 : Michèle Manceaux pour Anonymus
- 1984 : Anne de Leseleuc pour Le Douzième Vautour
- 1985 : Pierrette Fleutiaux pour Métamorphoses de la reine
- 1986 : Béatrix Beck pour La Prunelle des yeux
- 1987 : Magdeleine Hours pour Une vie au Louvre
- 1988 : 
  - Geneviève Daridan (1920-....) pour La Maison des bouquets
  - Marie-Josèphe Guers pour La Femme inachevée